# Egidio Pedrini
Egidio Enrico Pedrini (Zeri, 2 dicembre 1944 – Roma, 17 luglio 2023) è stato un politico italiano.

## Biografia

### Vita politica
Alle elezioni politiche del 2001 viene eletto senatore per L'Ulivo nel collegio uninominale di Savona, come rappresentante dell'UDEUR.
Nel 2001 viene eletto senatore tra le file della Margherita, in quota UDEUR.
Alle elezioni politiche del 2006 viene eletto deputato della XV legislatura della Repubblica Italiana nella circoscrizione I Piemonte per l'Italia dei Valori.
Sindaco di Zeri in Toscana dal 2012 al giugno del 2017 ha condotto durante il suo incarico di sindaco una vivace lotta contro il trasferimento delle acque comunali sotto la società pubblica Gaia.